# Gare centrale de Rostock
La gare centrale de Rostock (en allemand : Rostock Hauptbahnhof) est une gare ferroviaire allemande, située au centre-ville de Rostock dans le land de Mecklembourg-Poméranie-Occidentale.

## Situation ferroviaire
Rostock est située sur les deux lignes ferroviaires: de Bad Kleinen à Rostock et de Neustrelitz à Warnemünde.

## Histoire

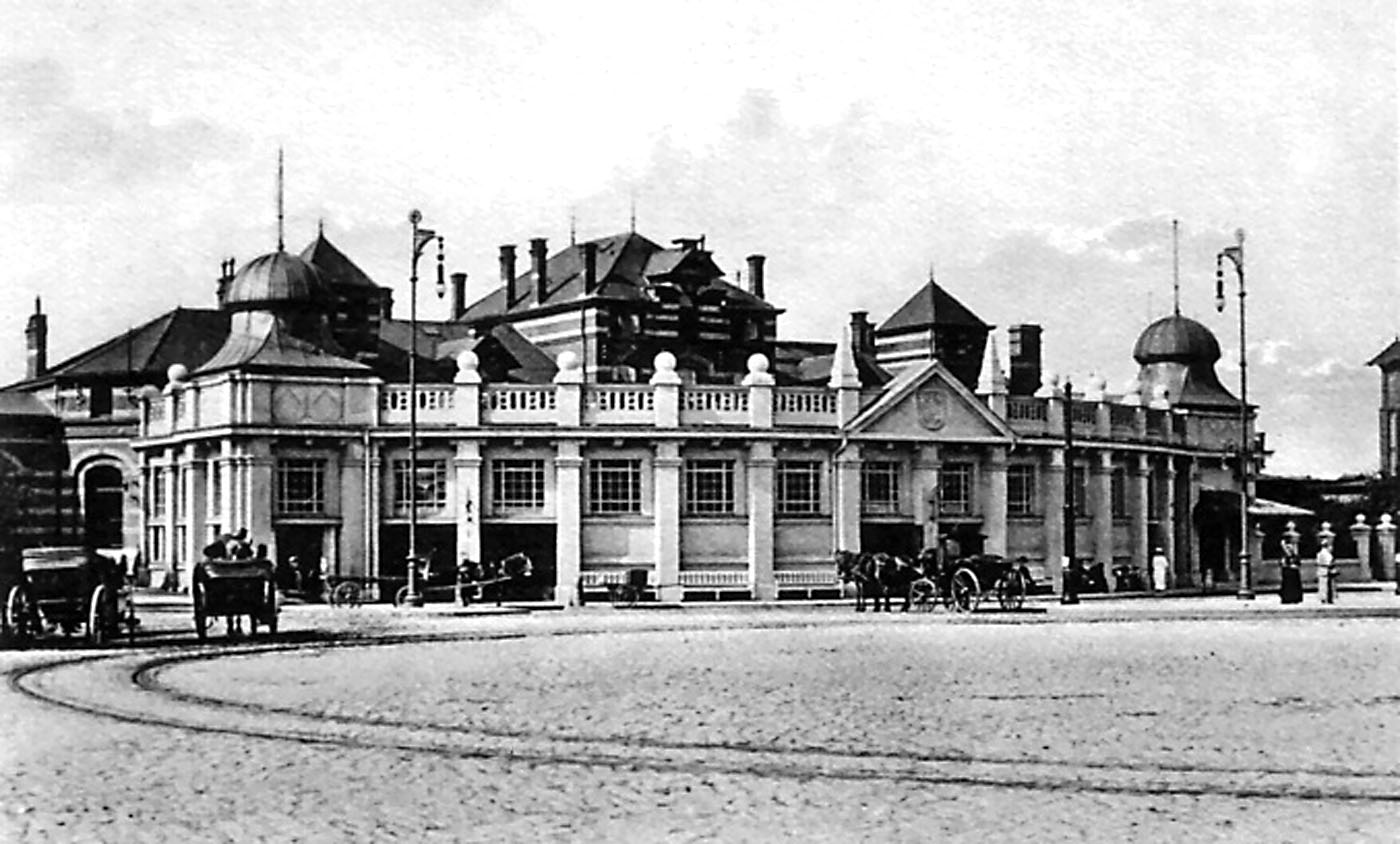
La gare en 1920

La gare a été ouverte en 1886.

## Service des voyageurs

### Desserte
Réseau grandes lignes de la DB : InterCityExpress, InterCity et EuroCity
Réseau régional : RegionalExpress, RegionalBahn et lignes S1, S2 et S3 du S-Bahn de Rostock.

### Intermodalité
Tramway : Lignes 3, 4, 5 et 6.